# Injecció directa

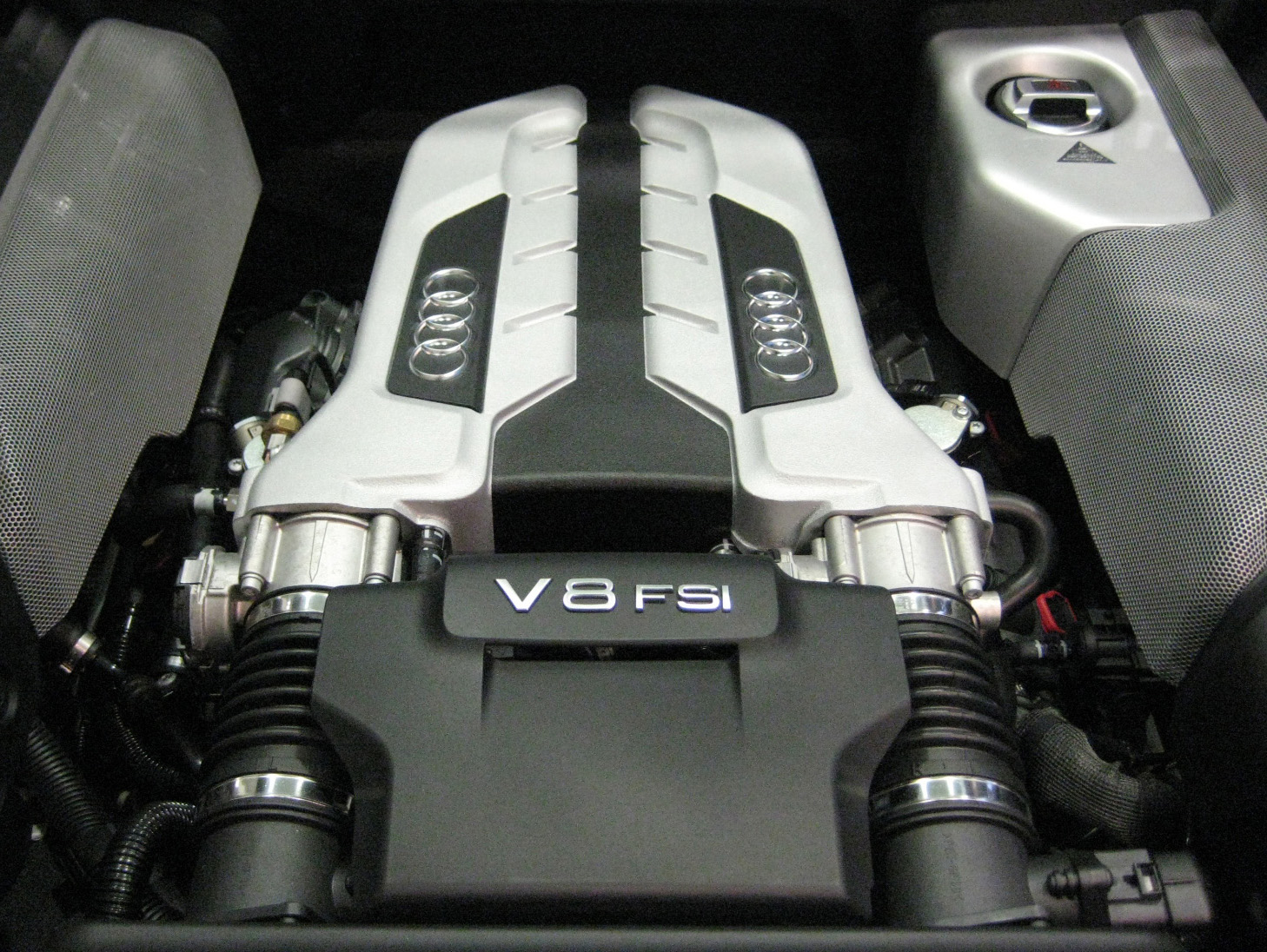
Motor V8 FSI d'un Audi R8.

Es diu que un sistema d'alimentació és d'injecció directa, quan el combustible s'injecta directament dins la cambra de combustió, ja sigui en motors dièsel (sistema conegut tradicionalment) com en motors de gasolina, en els que és més conegut i més popular el sistema d'injecció indirecta.
En el món del mercat automotor, se sol indicar (erròniament) com "primer motor de benzina", produït en sèrie, en incorporar la injecció directa, al que portava el Mercedes-Benz 300 SL (del que es va presentar la versió comercial el 1954), però, la realitat és citar els models Superior 600 i GP 700E, de les fàbriques alemanyes Gutbrod i Goliath (respectivament), que ja havien introduït aquesta tecnologia l'any 1952, en els seus models de dos cilindres i dos temps, sent interessant esmentar que el Goliath utilitzava un sistema, que es collava al forat de la bugia, dissenyat per la firma Robert Bosch GmbH, que després seria perfeccionat per al famós Gullwing (Ales de Gavina) de la marca de l'estrella.

## Motors de gasolina
- JTS
- FSI
- TSI
- TFSI
- CGI
- Twin

## Motors dièsel
- JTD
- TDI
- HDi
- TDCI
- CDTI
- CDI
- CRDI
- DCI